# 악마는 프라다를 입는다 (사운드트랙)
《The Devil Wears Prada》는 영화 《악마는 프라다를 입는다》의 OST 앨범이다. 2006년 7월 11일 미국에서 워너 브라더스/WEA를 통해 처음 발매되었으며, 대한민국에서는 그해 8월 24일 워너브라더스 코리아를 통해 발매되었다. 앨범에는 U2와 마돈나의 인기곡은 물론 영화의 중요 장면에 삽입된 앨러니스 모리세트와 자미로콰이의 작업곡이 들어가 있다. 뿐만 아니라 DJ 콜레트의 히트곡 <Feelin' Hypnotized>를 블랙리퀴드가 리믹스한 버전도 들어갔다. 다만 오프닝 크레딧에서 나오는 KT 턴스톨의 "Suddenly I See"를 비롯해 비터스위트의 "Our Remains", 마돈나의 "Jump"는 앨범에서 빠지면서 구매자들의 아쉬움을 사기도 했다.

## 트랙리스트
1. "Vogue" - 마돈나 (5:19)
2. "Bittersweet Faith" - 비터스위트 (4:20)
3. "City of Blinding Lights" - U2 (5:44)
4. "Seven Days in Sunny June" - 자미로콰이 (4:00)
5. "Crazy" - 앨러니스 모리세트 (3:38)
6. "Beautiful", 모비 (3:10)
7. "How Come" - 레이 라몬테인 (4:28)
8. "Sleep" - 아주레 레이 (5:00)
9. "Feelin' Hypnotized (Blackliquid Remix)" - DJ 콜레트 (4:55)
10. "Tres Tres Chic" - 모선 워커 (3:39)
11. "Here I Am (Kaskade Remix)" - 데이비드 모랄레스 (feat. 탬라 키넌, 3:38)
12. "Suite from The Devil Wears Prada" - 시어도어 샤피로 (6:24)

## 악마는 프라다를 입는다 오케스트라 오스카 에디션
전 곡을 시어도어 샤피로가 작곡하였다.
1. "She's On Her Way" - 02:00
2. "End Of The Interview" - 00:24
3. "Up And Down" - 00:39
4. "Go To Calvin Klein, Hermes And Others" - 01:01
5. "You're Already Late" - 01:06
6. "Intensive Week" - 01:25
7. "A Plane For Miranda" - 01:21
8. "She Hates Me, Nigel!" - 01:02
9. "The New Look Of Andrea" - 02:24
10. "James Holt's Collection" - 01:42
11. "The Book To My Home Tonight Andrea !" - 00:32
12. "In Miranda's House" - 02:03
13. "Andrea Goes Upstairs" - 00:48
14. "The Harry Potter Manuscript" - 02:07
15. "Meet You At The St. Regis" - 01:05
16. "That's All !" - 00:29
17. "The Gala Preparation" - 00:44
18. "You're... You're A Vision !" - 01:14
19. "Just For One Drink" - 01:17
20. "You Look Very Pretty" - 00:55
21. "Emily's Accident" - 01:16
22. "Is There Anything Else I Can Do?" - 01:28
23. "Christian And Andrea" - 01:17
24. "At The Hotel" - 00:34
25. "Andrea Find The Mockup" - 01:14
26. "Andrea Can't Speak To Miranda" - 01:43
27. "The New President : Jacqueline Follet" - 02:48
28. "Miranda And Andrea" - 02:12
29. "Nate And Andrea" - 00:56
30. "You Must Have Done Something Right" - 01:02
31. "Go" - 03:14
32. "End Titles" - 01:58